# Jan Karafiát

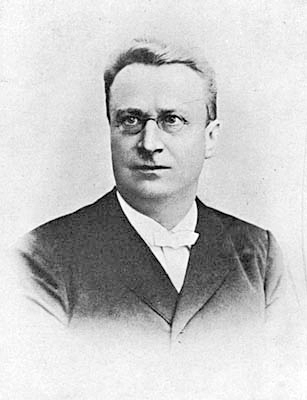
Jan Karafiát

Jan Karafiát (* 4. Januar 1846 in Jimramov (Ingrowitz); † 31. Januar 1929 in Prag) war ein tschechischsprachiger Pfarrer der Evangelischen Kirche der Böhmischen Brüder, Schriftsteller und Publizist.

## Leben
Jan Karafiát stammte aus dem ehemals ungarischen Adelsgeschlecht der Karafiat, ansässig u. a. in Brünn, Moravská Třebová und Jimramov in Mähren. Er besuchte das Gymnasium in Leitomischl und das Evangelisch Stiftische Gymnasium in Gütersloh und studierte danach evangelische Theologie in Berlin (1866–1867), Bonn (1867–1868) und Wien (1866–1869). Anschließend als Erzieher in Deutschland und Schottland (1871–1872) tätig, danach Vikar der reformierten Kirche in Roudnice nad Labem, von 1872 bis 1873 Geistlicher am evangelischen Seminar in Čáslav, wo er Theologie, Pädagogik, Didaktik und die tschechische Sprache lehrte. Von 1874 bis 1895 leitete er die Pfarreien in Velká Lhota und in Velké Meziříčí.  Nach Auseinandersetzungen mit dem evangelischen Kirchenrat in Wien zog er sich nach Prag zurück, wurde von 1896 bis 1905 Herausgeber der Reformované listy, schrieb eine Bibelübersetzung und verfasste Kinderbücher.

## Werke (Überblick)
- Jan Karafiát revidierte nach 1896 die Kralitzer Bibel (tschechisch 1920 als Bible Králická erschienen), bei der er versuchte, die ursprüngliche Sprache beizubehalten; eine Bearbeitung, die für Laien fast unverständlich blieb. Sprachanalyse und Übersetzung des Kralitzer Neuen Testaments sind bereits 1878 in tschechischer Sprache erschienen.

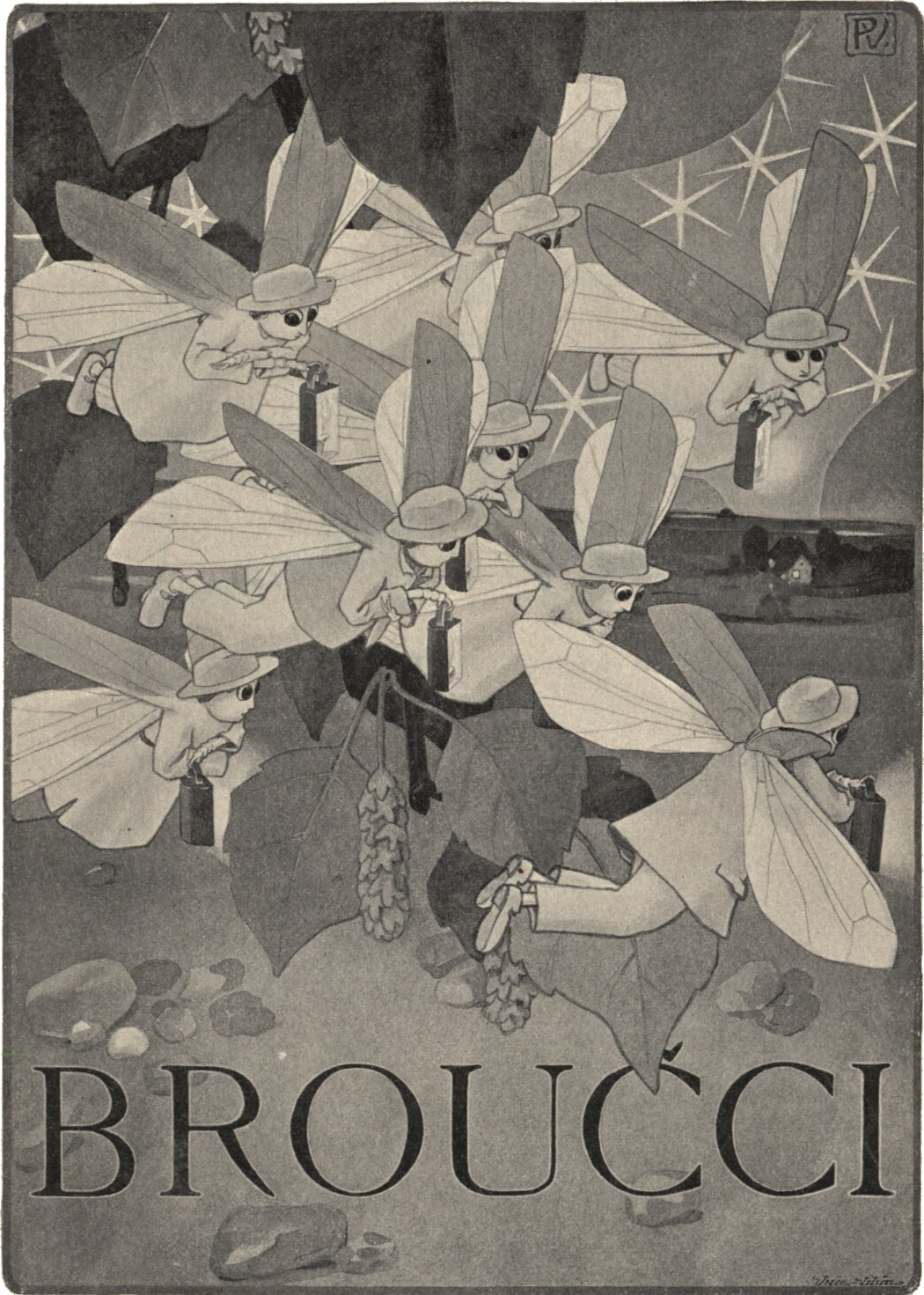
Die Käferchen, illustriert von Vojtěch Preissig 1902

- Erfolgreicher waren seine Bücher für Kinder. Das Buch Die Käferchen (Broučci, 1876), wurde bisher neunzigmal aufgelegt. Hauptfigur in diesem Kinderbuch ist ein kleiner Leuchtkäfer mit den Eigenschaften eines menschlichen Kindes und dessen Leben unter den umgebenden Insekten, eine Art Allegorie auf das menschliche Leben, für Kinder verständlich. Die Rechte an diesem Buch übereignete er der Evangelischen Kirche der Böhmischen Brüder (Českobratrská církev evangelická).

- Von 1896 bis 1905 publizierte Jan Karafiát in Prag die im Abstand von zwei Monaten erscheinende Schrift der Reformované listy, für die er in tschechischer Sprache Artikel über seine biblischen Studien und Predigten verfasste. Daneben veröffentlichte er anonym weitere theologische Werke und Erzählungen.

### Aus dem Nachlass in deutscher Sprache publiziert

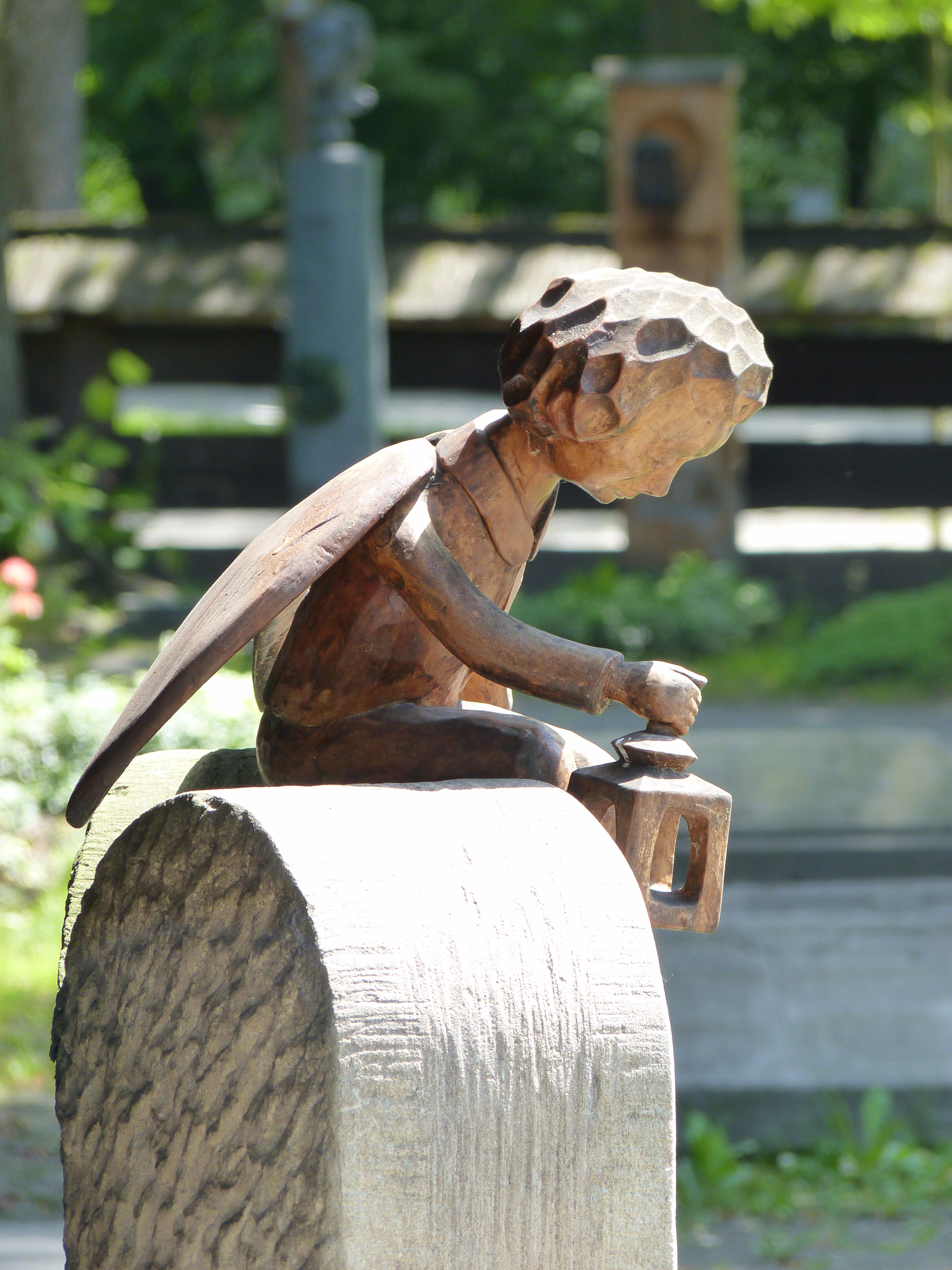
Ein „Käferchen“ auf dem Grab Karafiáts

- Die Käferchen, Albatros Prag, 1994, 1. dt. Aufl., Übersetzung Naďa und Paul Locher-Záleská, ISBN 8072640453

- Leuchtkäferchen für kleine und große Kinder, ISBN 3314006322

### In sorbischer Sprache publiziert
- Brunčki - Powjedančko za małe a wulke dźěći, Übersetzung von Adolf Černý, 1909

### Kinderbücher in tschechischer Sprache
- Broučci: Pro malé i velké děti, 1876
- Broučkova pozůstalost: 30 Märchen (30 pohádek) – 1900, Písničky svobodného - 1900
- Broučkovy pohádky a písničky, 1947
- Kamarádi, 1873
- Karafiátova čítanka, 1924

### Religiöse Fachliteratur
- Kázání Jana Karafiáta, 1941
- Křesťanské učení/Katechismus Jana Karafiáta, 1876
- Rozbor kralického Nového zákona co do řeči a překladu, 1878
- Šestnáctero pražských kázání, 1905

### Historische Fachbücher
- Mistr Jan Hus, 1872
- Doba Jimramovská, 1919

### Sonstige Publikationen
- Na školách ještě vyšších, 1922
- Na školách středních a vysokých, 1921

### Memoiren
- Paměti spisovatele Broučků
- Doba práce A: Dvacet let na Valašsku, 1923
- Doba práce B: Přes třicet let v Praze, 1928
- Z dopisů spisovatele Broučků Jana Karafiáta z let 1869-1899, 1934

## Biographie
- Josef Lukl Hromádka: Jan Karafiát. 1925.